# NGC 2146
NGC 2146 là một thiên hà xoắn ốc có thanh hình dạng SB (s) ab pec trong chòm sao Lộc Báo. Thiên hà được phát hiện vào năm 1876 bởi Friedrich August Theodor Winnecke.
Nó có đường kính 80.000 lyr. Đặc điểm dễ thấy nhất của thiên hà là các đường bụi của một nhánh xoắn ốc nằm ngang lõi của thiên hà khi nhìn từ Trái đất, cánh tay đã bị uốn cong 45 độ bởi một cuộc chạm trán gần gũi với một thiên hà nhỏ hơn có thể NGC 2146a khoảng 0,8 tỷ năm trước. Cuộc gặp gỡ gần gũi này được ghi nhận với tỷ lệ hình thành sao tương đối cao, đủ điều kiện NGC 2146 là một thiên hà đầy sao.

## Siêu tân tinh 2005
Nó được lưu trữ trên siêu tân tinh SN 2005V, một siêu tân tinh loại Ib/c được LIRIS phát hiện vào ngày 30 tháng 1 năm 2005.

## Siêu tân tinh 2018
SN 2018zd, siêu tân tinh loại II (có thể loại IIn ), được phát hiện vào ngày 2 tháng 3 năm 2018 bởi Koichi Itagaki.

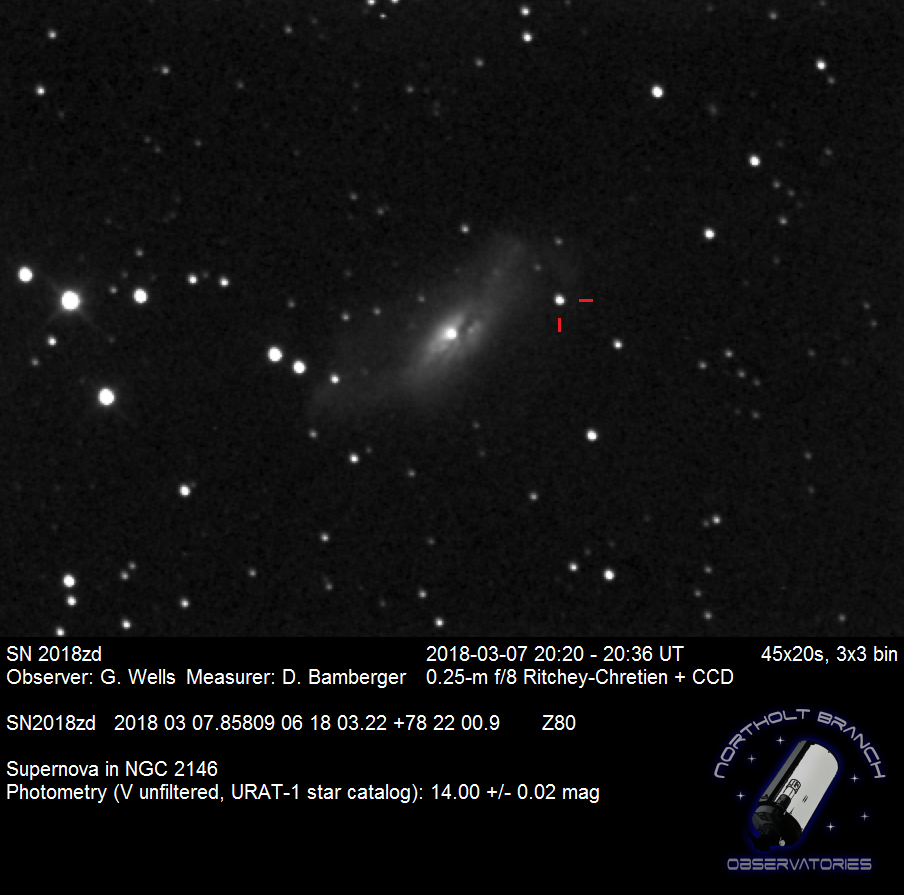
SN 2018zd, chụp ảnh tại Đài quan sát chi nhánh Northolt vào ngày 7 tháng 3 năm 2018. Vào thời điểm đó, siêu tân tinh có thể nhìn thấy ở cường độ +14,0 và sáng dần.